# Jude Barsabas
Pour les articles homonymes, voir Jude et Barsabas.
Jude Barsabas, ou Judas Barsabas est un personnage du Nouveau Testament mentionné dans les Actes des Apôtres. Envoyé par l'assemblée de Jérusalem, Silas et lui accompagnent Paul et Barnabas à Antioche vers ceux qui avaient cru, pour les exhorter et les encourager dans la foi (voir Actes 15:22, 27, 32). Les Actes des Apôtres le nomment Jude appelé Barsabas (Actes 15:22), puis Jude (Actes 15:27, 32) et le qualifient de prophète (Actes 15:32). 

## Traditions
Dans les Actes des Apôtres, il existe un personnage qui s'appelle Joseph Barsabas. L'International Standard Bible Encyclopedia (en) le donne comme frère de Jude Barsabas et la Légende dorée le donne comme frère de l'apôtre Jude.
D'après La Légende dorée et l'International Standard Bible Encyclopedia, on a :
- Alphée
  - Jacques d'Alphée, apôtre
  - Simon le Cananéen, apôtre
  - Joseph Barsabas, disciple
  - Jude Barsabas, prophète ou Jude, apôtre